# B&B Hotels
Pour les articles homonymes, voir B&B.
B&B Hotels est une chaîne d'hôtels créée à Brest en France en 1990, qui cherche à avoir un bon rapport qualité prix. En 2024, elle gère 770 hôtels dans 17 pays.

## Historique
La chaîne est créée en 1990, à Brest, par François Branellec, sous le nom de « Galaxie SA », avant de prendre le nom de « B&B Hotels », l'abréviation anglaise de Bed and Breakfast. Ses premiers hôtels ouvrent alors à Brest et à Saint-Malo, en Bretagne.   
En 2003, Galaxie SA est rachetée par le fonds anglais Duke Street Capital.
En 2005, Galaxie SA est rachetée par la société d'investissement française Eurazeo, et la société est renommée B&B Hotels en 2006.
En 2007, B&B Hotels absorbe son concurrent « Village Hôtels ».
En 2008, la chaîne acquiert le groupe Sidorme qui compte 19 hôtels en Espagne,[réf. souhaitée] puis continue son développement en France, en Allemagne, en Italie (2009) et en Pologne (2010).  
En 2010, l'actionnaire principal Eurazeo revend B&B au fonds d'investissement américain Carlyle. 
En 2016, le fonds d’investissement français PAI partners acquiert à Carlyle Group cette chaîne d'hôtels pour 800 millions d'euros environ,,.
La chaîne hôtelière continue son développement international au Brésil (2017), en Suisse, en Belgique, au Portugal et en Slovénie (2018),. 
En juillet 2019, PAI partners annonce être entré en négociations exclusives avec la division Merchant Banking de Goldman Sachs et ATP pour la vente de la chaîne B&B,. La cession, effectuée au second semestre 2019, est estimée à 1,9 milliard d'euros.
En 2022, le groupe indique gérer 650 établissements à travers le monde (principalement en Europe).

## Stratégie et fonctionnement
B&B Hotels se positionne sur l'hôtellerie économique,.
Le modèle comprend un buffet petit-déjeuner, le Wifi gratuit, le check-in et le check-out pouvant se faire à distance,.
La chaîne n'est pas propriétaire de tous ses hôtels et fonctionne essentiellement par gérance mandat.

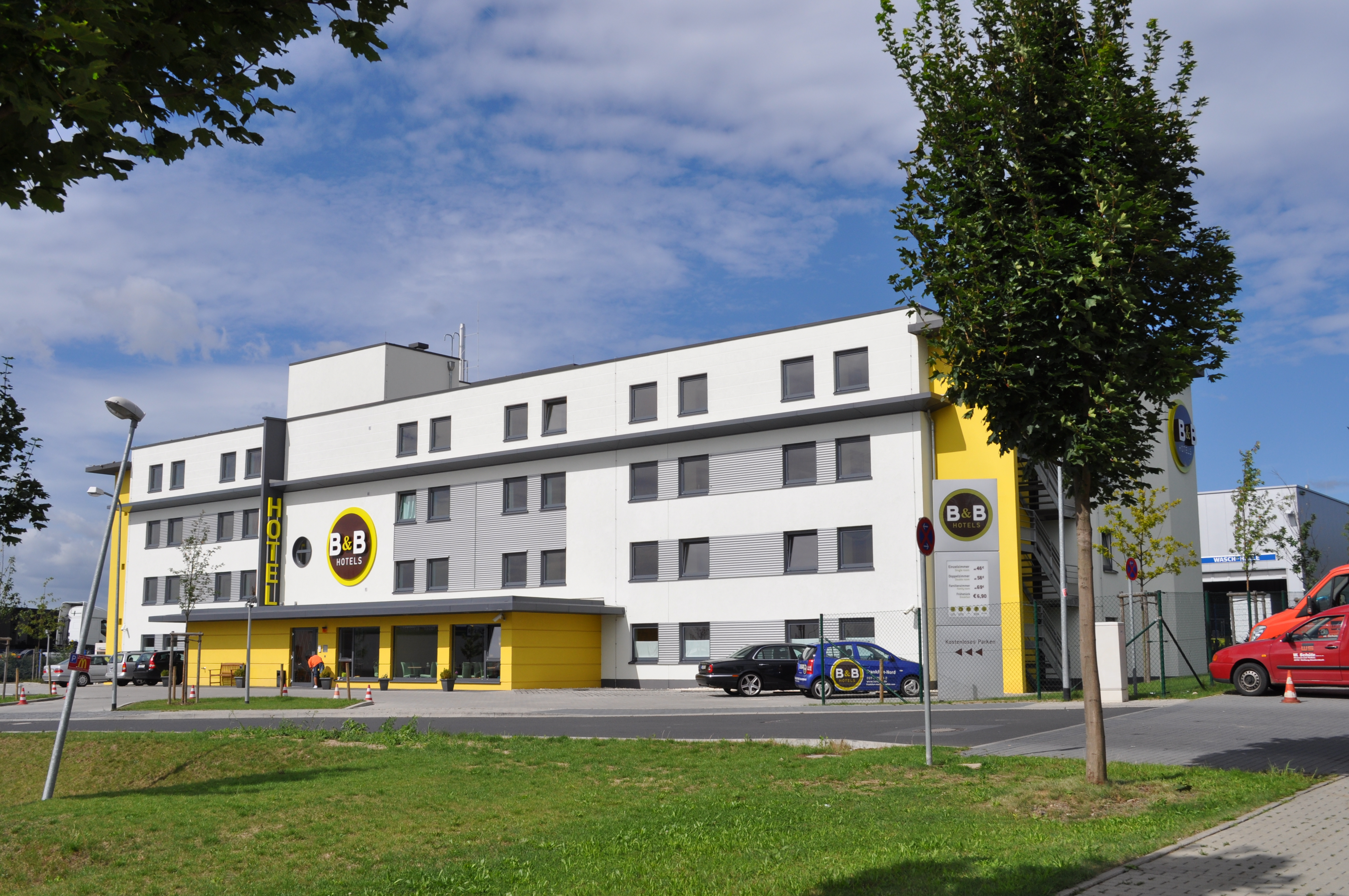
Francfort.
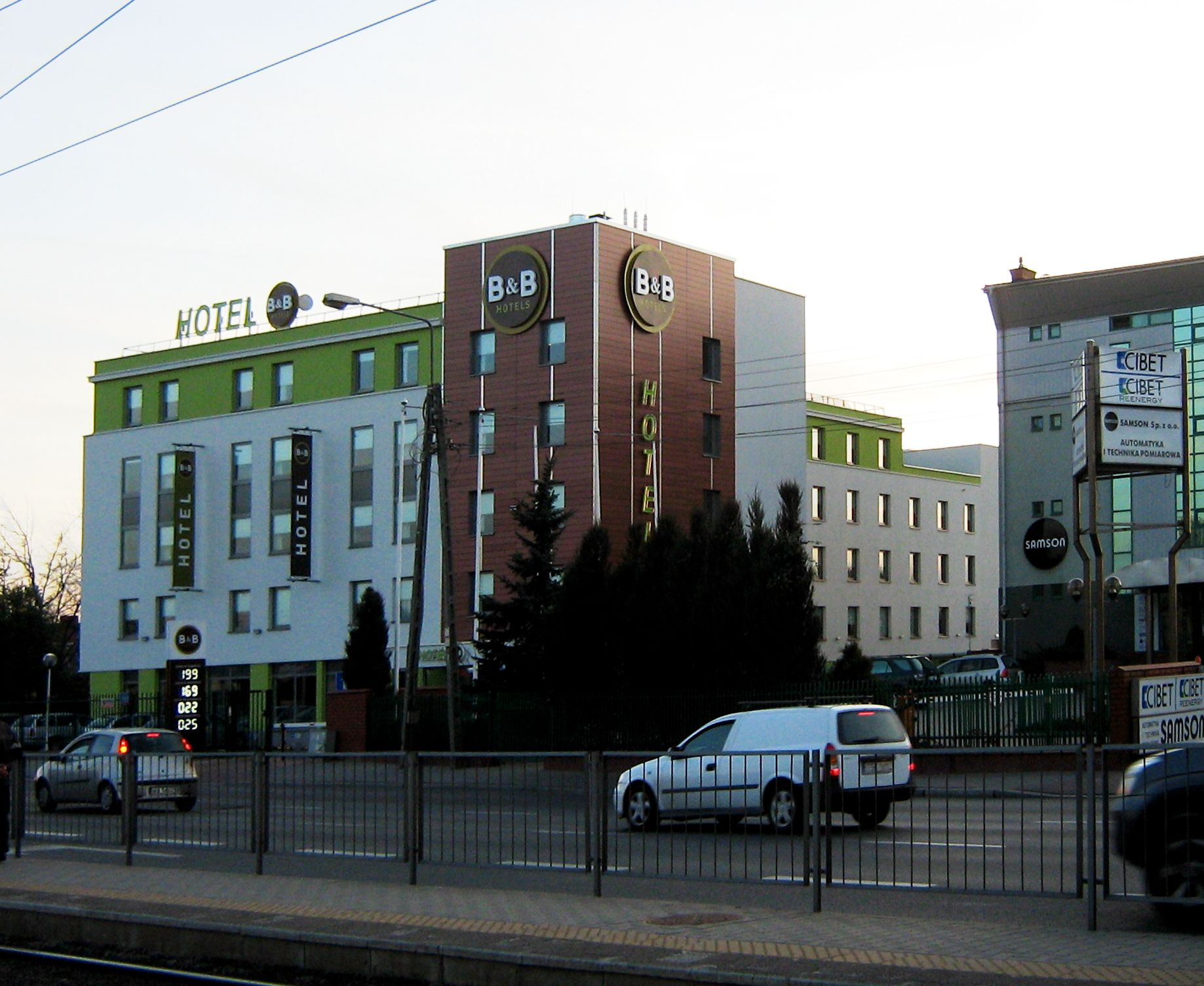
Varsovie.
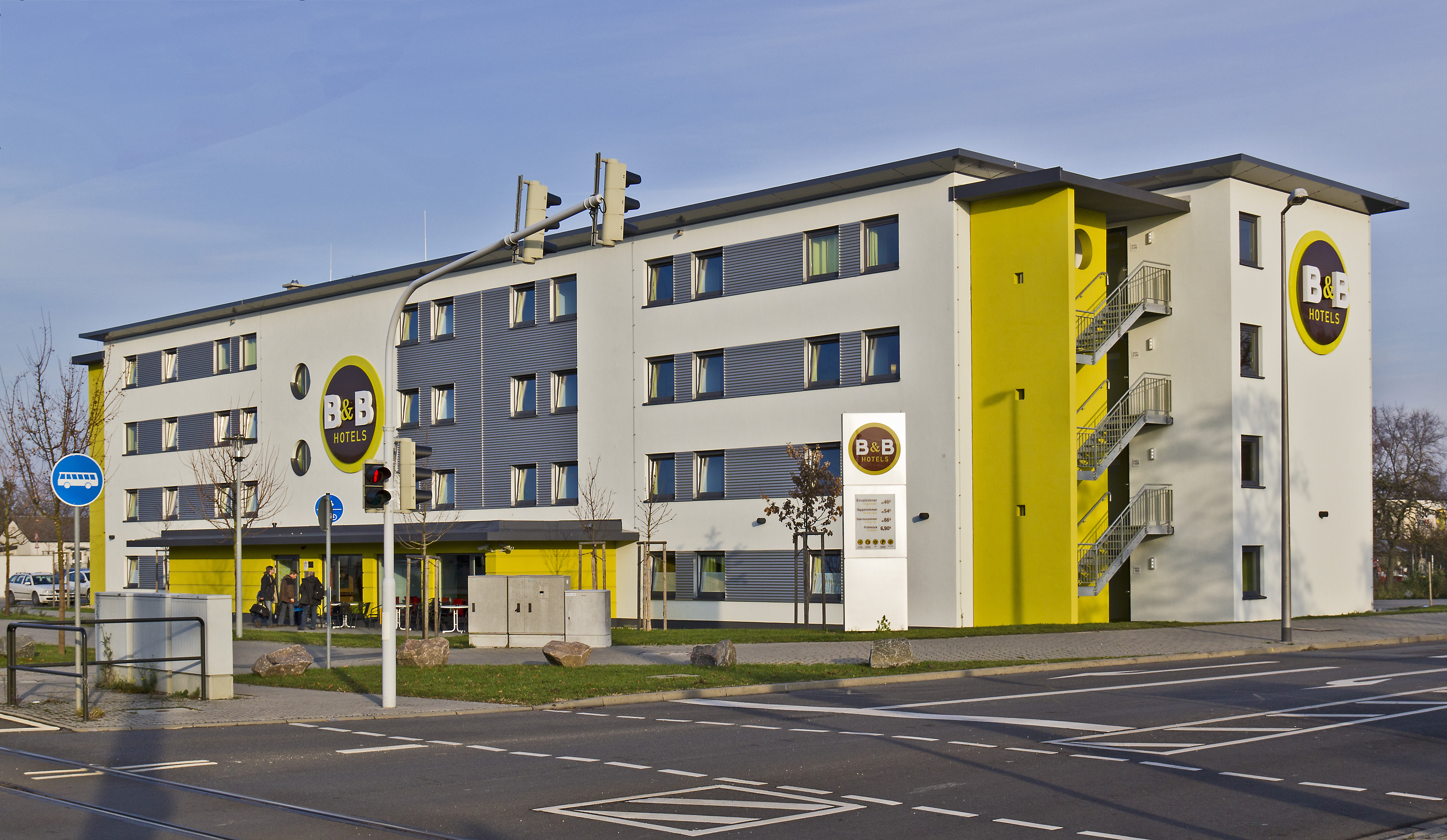
Mannheim.